# Big Rock Springs
Big Rock Springs es un área no incorporada ubicada en el condado de Los Ángeles en el estado estadounidense de California.

## Geografía
Big Rock Springs se encuentra ubicada en las coordenadas 34°26′7″N 117°50′8″O / 34.43528, -117.83556.